# Ginglymia devia
Ginglymia devia là một loài ruồi trong họ Tachinidae.